# Ботичино
Ботичѝно (на италиански: Botticino, на източноломбардски: Butizì, Бутици) е община в Северна Италия, провинция Бреша, регион Ломбардия. Разположена е на 153 m надморска височина. Населението на общината е 10 894 души (към 2013 г.).
Административен център е градче Ботичино Сера (Botticino Sera).